# Жозеф Де Бей
Жозеф Де Бей його прізвище також подають як Барон де Бай— (фр. Joseph de Baye, справжнє прізвище й ім'я: БЕЙ АМУР-ОГЮСТ-ЛУЇ-ЖОЗЕФ-БЕРТЕЛЬО ДЕ ) — (*1853-†1931)  — французький археолог і етнограф. Вивчав побут українців, опублікував кілька статей на цю тему.

### Біографія
Бей Амур-Огюст-Луї-Жозеф-Бертельо де(de Baye) (31.01.1853– 1931) – французький археолог, етнограф, історик та мандрівник. Барон, згодом маркіз. Народився в м. Париж (Франція). 1870 відкрив у Шампані близько 100 гротів доби неоліту, палеолітичні стоянки та могильники. Вивчав походження дорогоцінних мистецьких виробів доби Великого переселення народів і падіння Римської імперії. Від кін. 1880-х рр. займався археологією, етнографією та історією окремих регіонів Російської імперії, зокрема України. Офіційний представник французького міністерства народної освіти на антропологічному-археологічному з'їзді у Москві, звіт про який і свої реферати на ньому опублікував 1893. Лекцію про Київ княжої доби прочитав у м. Реймс (Франція) й двічі у Парижі (1896). 1898 відкрив палеолітичну стоянку біля станиці Ільської на Кубані (нині смт Ільський Краснодарського краю, РФ). Досліджував готську культуру в Криму. На 6-й виставці предметів, вивезених з Росії (1901), експонував речі з розкопок В. Хвойки і власних розкопок, зокрема, дукачі, дві старовинні вишивані жіночі сорочки. Писав про фібули 7 ст. в Україні (1908). Товаришував з В. Горленком, про якого написав брошуру "Une page de critique litteraire sur l'Ukraine" (1904). Член Московського археологічного товариства (1890). Член-кореспондент Товариства любителів давнього письменства (1898).

### Археологічні студії в Україні Жозефа де Бея на рубежі ХІХ-ХХ ст.
На кінець ХІХ – початок ХХ ст. припадає розквіт наукової діяльності відомого французького археолога, Амура-Огюста-Луї-Жозефа Бертело, більш знаного як барон Жозеф де Бей (1853-1931). У своїх наукових студіях значну увагу цей дослідник приділяв вивченню археології України. Барон де Бей неодноразово бував в Україні, добре знав її, знайомився з місцевими дослідниками минулого, вивчав колекції старожитностей, зібраних українськими краєзнавцями. Наприклад, перебуваючи в Катеринославі, він цікавився минулим Запорозької Січі й ознайомився з експонатами музейної колекції Олександра Миколайовича Поля (1832-1890), що в подальшому стала основою експозиції Катеринославського (Дніпропетровського) історичного музею, директором якого з 1902 р. був Дмитро Іванович Яворницький (1855-1940).
У Києві французький дослідник познайомився з відомим збирачем старовини, археологом і меценатом, нащадком відомого козацького роду Богданом Івановичем Ханенком (1849-1917), колекцію історичних раритетів якого де Бей назвав «пречудовою», «багатою». Серед знайомих де Бея, знавців української старовини, можна побачити й Василя Васильовича Тарновського (1838-1899), мецената й фундатора відомого музею в Чернігові.
Поміж інших де Бей був особисто знайомий з Володимиром Боніфатійовичем Антоновичем (1834-1908), котрий консультував барона з питань історії України, а також з відомим українським археологом та етнографом Миколою Федотовичем Біляшівським (1867-1926). 
Найбільше питань української археології де Бей торкається в невеличкій праці «Фібули варварської епохи, зроблені в Україні, та їхні прототипи» (1908). Аналізуючи фібули пізньої античності, знайдені на теренах України, французький археолог порівнює їх з аналогами, знайденими у Західній Європі, й відносить до культури готів, визнаючи їх регіональну специфіку. Він не лише дає детальний опис цих знахідок, але також і фотознімки цих предметів. Серед місць, де були знайдені об’єкти його дослідження, фігурують Керч, Ніжин, Катеринослав, Сенькове (тодішня Полтавська губернія, а нині Харківщина), Лебехівка (нині затоплена водами Кременчуцького водосховища), Княжа Гора (під Каневом), Кам’янка, Хмільна та Пастирське (на Черкащині), Васильків і Скибинці (на Київщині).
В контексті розвитку французької історіографії історії України козацької доби короткі розвідки де Бея є малоінформативними й у більшості випадків являють собою простий опис його подорожей і вражень. В той же час ці студії вкупі з іншими працями свідчать про постійний інтерес французької історичної науки до вивчення історії козацької України. Змістовні й багато ілюстровані фотографічним матеріалом розвідки де Бея стали найкращими на той момент французькими дослідженнями української етнографії. Прикрим фактом залишається те, що творчість цього дослідника в країні його прямих наукових зацікавлень майже невідома, а, отже, потребує подальшого вивчення.

### Публікації
- L’Archéologie préhistorique (1880)
- L’Archéologie Scandinave
- L’Artbarbare en Hongrie
- L’Art chez les Barbares
- L’Industrie congolaise (1888)
- Études archéologiques
- L’Industrie longobarde (1888)
- L’Industrie anglosaxonne (1889)
- Les Bronzes Émaillés de Mostchina. Gouvernement de Kalouga (Russie). Бронза, Эмалированная Mostchina. Правительство Калуги (Россия).(1891)
- De L´Influence de L´Art des Goths en occident. Влияния искусства Готов на западе. (1891)
- Le Trésor de Szilagg-Sombye (1891)
- Le Cimetiére wisigothique D´Herpes. Angouléme. Imprimerie Charentaise de Chasseignac. (1892)
- Smolensk (1902)
- En Abkhasie. Souvenirs d'une mission (1904)
- Les Casques de l'époque barbare (1910)
- Нравоучения войны. (1915)
- Croix Lombardes. Trouvées en Italie. Ломбардские Кресты. Найдены в Италии.
- Le Tombeau de Wittislingen. Au Musée National Bavarois (Munich). Могила Wittislingen. В Баварском Национальном Музее (Мюнхене).
- Baye
- Луняк Є. Етнографічні студії Жозефа де Бея на Придніпров’ї наприкінці ХІХ ст. / Є. М. Луняк // Історія і культура Придніпров'я. Невідомі та маловідомі сторинки. - 2013. - Вип. 10. - С. 168-172.

- С. Савченко, О. Ромен Шигирская коллекция барона де Бая в Музее Человека (Париж, Франция) // Шестые Берсовские чтения. Материалы всероссийской научно-практической конференции. Екатеринбург: Издательство Квадрат, 2011. С. 250-259.de, baron. Viasiome. Souvenirs d'unt mission. Par baron de Baye. Paris, 1908. - 48 с.